# Pomnik Tadeusza Kościuszki we Włodawie
Pomnik Tadeusza Kościuszki we Włodawie – pomnik w formie obelisku, znajdujący się we Włodawie, na skwerze przy Włodawskim Domu Kultury. Pierwotnie upamiętniał wizytę Mikołaja II i Aleksandry Fiodorowny.
Obelisk został wzniesiony w związku z wizytą pary carskiej we Włodawie przy okazji manewrów wojskowych, w 1903. Dla upamiętnienia tego wydarzenia mieszkańcy powiatu zebrali pieniądze dla wzniesienia pomnika, który został odsłonięty 5 lipca 1909 przy udziale mieszkańców Włodawy oraz stacjonujących w mieście żołnierzy rosyjskich, jak również załogi Twierdzy Brześć. Znajdował się on na rynku miejskim, na specjalnie wykonanym podwyższeniu. Otaczał go łańcuch podtrzymywany przez granitowe słupki z głowami lwów.
Pomnik miał formę pięciometrowego obelisku umieszczonego na trzech stopniach, zwieńczonego figurą czarnego dwugłowego orła. Był wykonany z różowoszarego piaskowca, który miał naśladować znacznie droższy marmur. Na obelisku umieszczono monogramy Mikołaja II i Aleksandry Fiodorowny oraz emaliowany herb guberni siedleckiej. Poniżej umieszczono inskrypcję tłumaczącą okoliczności wzniesienia pomnika: Na pamiątkę wizyty Ich Majestatu Monarchy Cesarza Mikołaja Aleksandrowicza i Monarchini Aleksandry Fiodorownej w powiecie włodawskim w sierpniu 1903. Daty wizyty gości oraz odsłonięcia pomnika – 28 sierpnia 1903 i 5 lipca 1909 – umieszczono na bocznych ścianach obelisku.
Po odzyskaniu niepodległości przez Polskę pomnik wizyty carskiej został przebudowany. Dwugłowego orła rosyjskiego zastąpił orzeł polski, zaś monogramy pary carskiej zostały usunięte (ich ślady są nadal widoczne). Na cokole umieszczono portret Tadeusza Kościuszki wykonany z brązu i to jemu obecnie poświęcony jest monument.
Po II wojnie światowej zrekonstruowany pomnik umieszczono na obecnym miejscu, a jego odsłonięcie nastąpiło 1 maja 1948.
Niszczejący przez lata pomnik został odrestaurowany i ponownie odsłonięty w 2017.